# Хотути
Хотути — деревня в Рамешковском районе Тверской области.

## География
Находится в восточной части Тверской области на расстоянии приблизительно 39 км на восток-юго-восток по прямой от районного центра поселка Рамешки на левом берегу реки Медведица.

## История
В 1859 году в русской казенной деревне Хотути 7 дворов, в 1887 — 9. В советское время работали колхозы «Новая жизнь» и «Красный Октябрь». В 2001 году в деревне 2 дома местных жителей и 6 домов — собственность наследников и дачников. До 2021 входила в сельское поселение Ильгощи Рамешковского района до их упразднения.

## Население
Численность населения: 48 человек (1859 год), 49 (1887), 4 (1989), 2 (русские 100 %) в 2002 году, 1 в 2010.